# حمام کسنویه
'حمام'کِسْنَویّه مربوط به دوره قاجار است و در یزد، خیابان انقلاب، محله کسنویه واقع شده و این اثر در تاریخ ۲۲ مرداد ۱۳۸۴ با شمارهٔ ثبت ۱۳۰۳۵ به‌عنوان یکی از آثار ملی ایران به ثبت رسیده است.